# المجارين (بني أسعد)

تعديل مصدري - تعديل

المجارين محلة تابعة لقرية الزراعي، التابعة لعزلة بني اسعد بمديرية حزم العدين إحدى مديريات محافظة إب في الجمهورية اليمنية، بلغ تعداد سكانها 28 حسب تعداد اليمن لعام 2004.